# Dive (album de Tycho)
Pour les articles homonymes, voir Dive.
Albums de Tycho
Past is Prologue
(2006) Awake
(2014)
Dive est le troisième album de Tycho, lancé le 8 novembre 2011 sur Ghostly International.

## Pistes
| 1.    | A Walk        | 5:16 |
| 2.    | Hours         | 5:44 |
| 3.    | Daydream      | 5:34 |
| 4.    | Dive          | 8:19 |
| 5.    | Coastal Brake | 5:34 |
| 6.    | Ascension     | 4:24 |
| 7.    | Melanine      | 2:53 |
| 8.    | Adrift        | 6:02 |
| 9.    | Epigram       | 2:28 |
| 10.   | Elegy         | 4:23 |
| 50:37 |               |      |

## Artisans
Les personnes suivantes ont contribué à l'album :
- Dusty Brown - consultant à la production
- Zac Brown - compositeur
- The Count - mastering, mixing
- Jianda Johnson (a.k.a. « Jianda Monique ») - voix
- Neil Krug - photographie
- Matt McCord - consultant à la production

## Réception
Dive a reçu principalement des critiques positives. Il obtient une note de 80 sur 100 sur le site Metacritic, avec pour qualificatif : « critiques généralement favorables » (generally favorable reviews).
Erik Burg, du site Beats Per Minute (en), critique positivement l'album, affirmant « si vous cherchez des singles pistons ou des pistes de danse parce que la musique de Tycho est construite électroniquement, alors vous êtes au mauvais endroit. Cependant, si vous investissez les trois quart d'heure que durent l'album et que vous arrivez à libérer votre esprit, alors Dive pourrait facilement devenir votre disque de l'année,. » PopMatters classe Dive comme troisième meilleur album électronique de l'année 2011. Jason Lymangrover, de AllMusic, affirme que Dive possède « plus de dimensions » que les albums précédents de Tycho.
Joe Colly, de Pitchfork, critique le manque d'originalité de l'album. « Si cette tranquillité bien tissée de Dive est son principal argument de vente, elle est également une faille lancinante, une absence de tension. Hansen veut tellement garder les choses sereines qu'il n'incorpore pas de danger ni de risque, ce qui fait en sorte que l'album amène un sentiment de manque de nuances,. »

## Palmarès
| Palmarès (2011)                           | Position maximale |
| ----------------------------------------- | ----------------- |
| US Billboard Dance/Electronic Albums (en) | 22                |
| US Billboard Top Heatseekers              | 39                |